# Chi Bông gòn
Chi Bông gòn (danh pháp khoa học: Ceiba) là tên gọi để chỉ một chi với một vài loài cây thân gỗ lớn trong một số khu vực nhiệt đới, bao gồm México, Trung và Nam Mỹ, Bahamas, Caribe, Tây Phi và Đông Nam Á. Một số loài có thể cao tới 70 mét hoặc hơn thế, với thân cây thẳng, nói chung ít tạo cành nhánh, tán lá lớn, trải rộng và các rễ "gia cố" có thể cao hơn chiều cao của một người lớn đứng thẳng. Loài được biết đến và trồng nhiều nhất là cây bông gòn (Ceiba pentandra).
Quan điểm của các nhà thực vật học gần đây là đưa chi Chorisia vào trong chi Ceiba, sẽ làm tăng số lượng loài được chấp nhận từ 10 lên tới 20 hoặc nhiều hơn và đặt toàn bộ chi mới trong họ Cẩm quỳ.
Các loài thuộc chi Ceiba bị ấu trùng của một số loài thuộc bộ Cánh vẩy (Lepidoptera) phá hoại, như Bucculatrix ceibae chỉ phá hoại chi này.
Loài cây thuộc chi này có lẽ là cây trung tâm trong thần thoại Maya, trong đó người ta cho rằng ngọn của nó cao tới tận trời và nó là trụ chống đỡ bầu trời.
Ceiba không nên nhầm lẫn với tên gọi bản địa ceibo (Erythrina crista-galli, tên Việt: vông kê), một loại cây mà hoa của nó là quốc hoa của Argentina, Uruguay và Guatemala.

## Hình ảnh

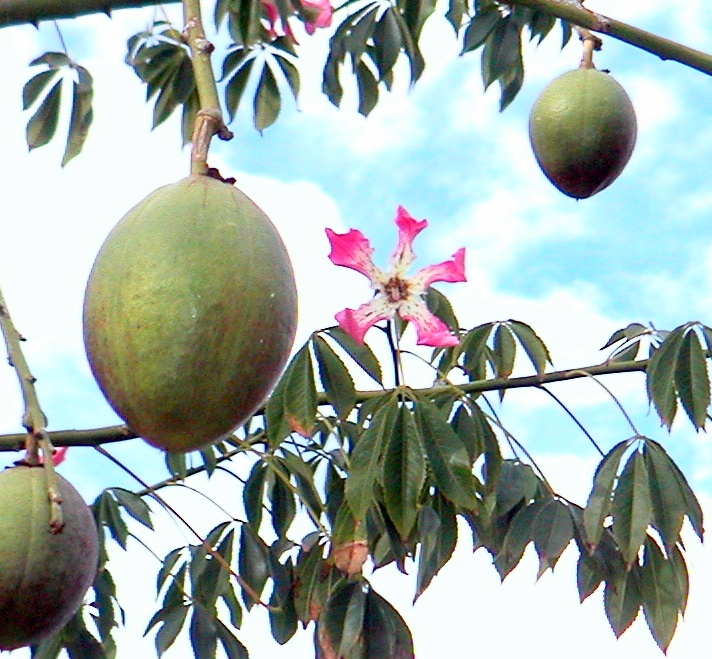
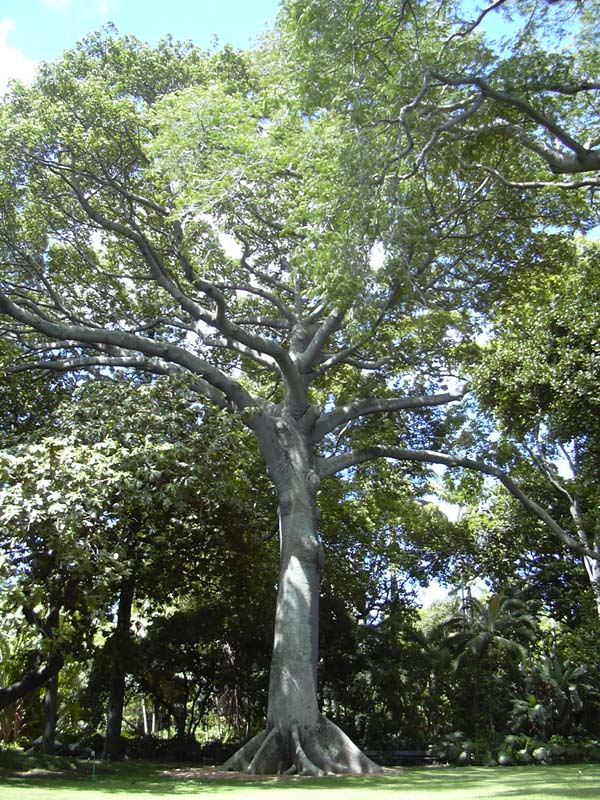
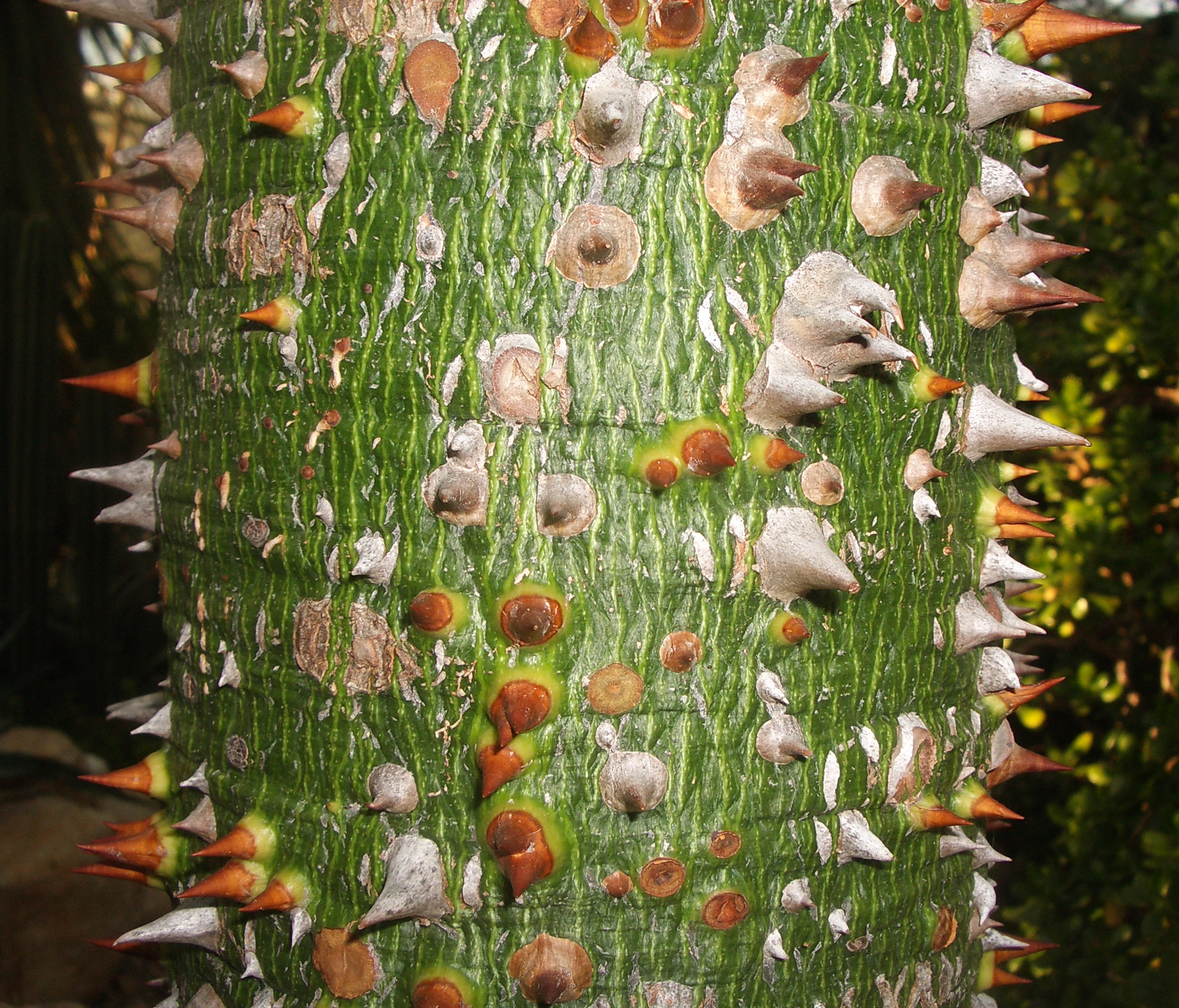
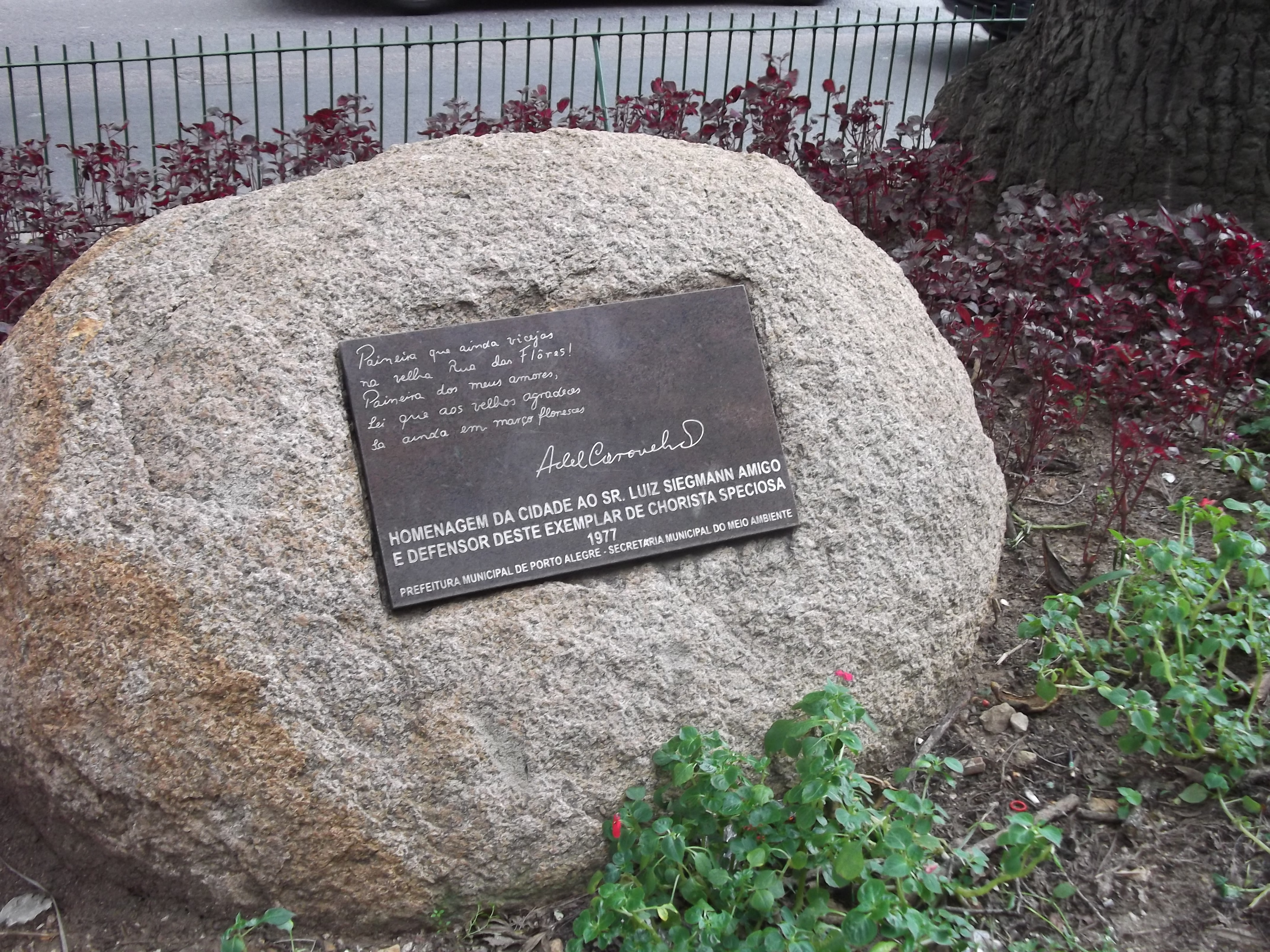

## Danh sách loài
- Ceiba acuminata
- Ceiba allenii
- Ceiba anfractuosa
- Ceiba aesculifolia
- Ceiba boliviana
- Ceiba burchellii
- Ceiba caribaea
- Ceiba casearia
- Ceiba chodatii
- Ceiba crispiflora
- Ceiba erianthos
- Ceiba fiebrigii
- Ceiba glaziovii
  - Ceiba glaziovii var. glabriflora
- Ceiba grandiflora
- Ceiba guineensis
- Ceiba incana
- Ceiba insignis
- Ceiba integrifolia
- Ceiba jaibana
- Ceiba jasminiflora
- Ceiba jasminodora
- Ceiba mandoni
- Ceiba microphylla
- Ceiba mythica
- Ceiba occidentalis
- Ceiba pallida
- Ceiba parvifolia
- Ceiba pentandra - Bông gạo
  - Ceiba pentandra var. caribaea
- Ceiba petandra
- Ceiba phaeosantha
- Ceiba pubiflora
  - Ceiba pubiflora var. genuina
  - Ceiba pubiflora var. glabriflora
- Ceiba rivieri
- Ceiba rosea
- Ceiba salmonea
- Ceiba samauma
- Ceiba schottii
- Ceiba sipolisii
- Ceiba soluta
- Ceiba speciosa
- Ceiba thonningii
- Ceiba tomentosa
- Ceiba trischistandra
- Ceiba tunariensis
- Ceiba ventricosa